# Karla Kush
Karla Kush (Las Vegas, 19 gennaio 1991) è un'attrice pornografica statunitense.

## Biografia e carriera pornografica
È nata nella città di Las Vegas in Nevada, da una famiglia di origine franco-svizzera e austriaca. Prima di entrare nel cinema pornografico, ha lavorato come tata e webcam girl. Da agosto 2013 è entrata nell'industria pornografica, abbandonando il nome "SweetKush" con cui si esibiva in webcam e scegliendo Karla in quanto era un nome semplice.
Nel 2016, ha registrato la sua prima scena di sesso anale nel film First Anal con Chris Strokes, dove anche Whitney Westgate, Gigi Allens e Rebel Lynn hanno registrato le loro prime scene. Nel 2017, ha vinto l'AVN Award per la migliore scena a tre G/G/B per Anal Beauty 43 insieme ad Alex Grey e Cristian Devil. Ha diversi tatuaggi: un sole sopra la nocca dell'anulare sinistro e la scritta LOVE, "LET IT BE" sul polso sinistro, il suo primo tatuaggio, un reiki per la parola pace in sanscrito contornato da fiori di loto sull'avambraccio destro e il simbolo dell'Ohm sul retro del collo.
Al 2022, ha lavorato in più di 400 film come attrice: alcuni dei suoi lavori sono A Lesbian Romance 2, A Soft Touch, Eternal Passion 3, Gardener, Gushers, Interracial Threesomes 3, Love and Zen, My Girlfriend's Mother 8, Neighbor Affair 33, Oral Appetite or Princess.

## Vita privata
A 18 anni, dopo essersi trasferita a Seattle, ha sposato un ufficiale dell'esercito da cui ha divorziato alcuni anni dopo.

## Riconoscimenti
- AVN Awards
  - 2017 – Best Three-Way Sex Scene - Girl/Girl/Boy per Anal Beauty 4 con Alex Grey e Christian Clay[11]

## Filmografia parziale
2013
- Lesbian First Timers

2014
- 2 For You
- 2 Horny Hotties One Lucky Gent!
- A Mother Daughter Thing 2
- ATK Virtual Date With Karla Kush
- Beautiful New Faces
- Born Flirty 5
- Boss Fantasies
- Bullied Bi Cuckolds 27
- Cheating Girlfriends Like It Big! 3
- Cute Little Babysitter 4
- Eternal Passion 3
- Gardener
- Hustler's Amateur Action 5
- Mommy and Me 10
- My Daughter's Boyfriend 11
- My Girlfriend's Mother 8
- My Hotwife's Lover
- Porno Professor - Teaching Them The Fine Art Of Menage A Trois
- Sweetness and Light
- Teens Do Porn 3

2015
- 2 Chicks Same Time 19
- A Hotwife Blindfolded 2
- Almost Relatives
- ATK Aim For My Face
- Black and White 3
- Cumming In America
- Evil Squirters
- Father Figure
- First Time Auditions 32
- Forbidden Affairs 5 - My Wife's Daughter
- Foreign Nanny Exchange
- Housewife 1 On 1 40
- I Came For You
- Interracial Threesomes
- Lesbian Couch Crashers
- Lesbian House Hunters 11
- Lesbian Sorority House
- Let Mommy Fix It
- Me, My Brother and Another
- Moms Bang Teens 10
- My Hotwife's First Big Cock
- My New Hot Stepmother
- Naughty Rich Girls 13
- Oral Appetite
- Princess
- Sex POV 7
- Sex Toys For You And Your Lover
- Sexual Desires of Karla Kush
- Shades of Kink 4
- Sibling Rivalry Sisters
- Sisterly Love 2
- Supersquirt 6
- Swallow My Squirt 7
- Teen Matinee
- Teens Love Huge Cocks 4

2016
- A Lesbian Romance 2
- A Soft Touch
- Anal Beauty 4
- Art of Anal Sex 2
- BangBros 18 13
- Battle of the Squirters
- Cum Inside Me 3
- Cute Little Babysitter 6
- Ex-Mom Movement
- First Anal
- First Lesbian Summer
- Gushers
- Interracial Orgies
- Interracial Threesomes 3
- Juicy Licks
- Missing A Lesbian Crime Story
- My Daughter's Boyfriend 14
- My First Interracial 2
- My Hotwife's First Big Cock 2
- Neighbor Affair 33
- Sexual Desires of Cherie DeVille
- Sibling Seductions

2017
- Axel Braun's Squirt Class 3
- Come Inside Me 3
- Erotic Tall Tales
- Get Me Pregnant
- Handy Girls
- Jerk Off Instructions 65
- Lesbian Obsessions 2
- Lick It Good 3
- Love and Zen
- Love Blind
- My Wife's Hot Friend 35
- Nothin' But Pussy Here
- Riley Reid and Her Girlfriends
- Sex Dream Architect
- Squirting Stories 2
- Teacher Fucks Teens
- Teacher Fucks Teens 2
- Threesome Fantasies
- Tonight's Girlfriend 62
- Young and Beautiful 3
- Zebra Girls 4

2018
- Anal Threesomes 4
- Family Gatherings
- Freaky Petite 4
- Making Her Drip
- My Dad's Hot Girlfriend 38
- Squirt Bang
- Tiny Teens Punished 2

2019
- Anal Threesomes 6
- Asking For Anal
- Blacked Raw V21
- Cuckold's Plight
- From Muthas To Bruthas
- Girls Kissing Girls 24
- Girls of Wrestling
- He Loves Me In Collars and Cuffs 2
- iLove	Wicked
- Interracial Threesomes 8
- Juicy Licks 5
- Lesbian Legal 16
- Lesbian Seductions 68
- Lesbian Seductions 69
- Lick It Good 5
- Made Ya Squirt
- My Little Schoolgirl 7
- Predatory Woman
- Strapped in the Ass
- Tushy Raw V7
- When Girls Play 6

2020
- 2 Is Better Than 1
- Anal Angels 2
- Ass Fucked N Face Fucked
- Blacked Raw V30
- Booty Lovers
- Choked and Soaked 4
- Finding Rebecca
- Girlcore Season 2
- Hookup Hotshot - One Night Stands
- Hot and Bothered
- In Bed With My Daughter New!
- Infidelity 3
- Lesbian Cheating Wives 2
- Lesbian Recruiters
- Lesbian Sex 22
- Lesbian Stepsisters 9
- MILF Creampied Stepmoms 4
- Perv City University Anal Majors 8
- Petite Temptations 2
- Stilettos
- Student Affairs
- Surrender To Anal 11
- Swallowed 38
- Tushy Raw V14